# Motimposo Community
Motimposo Community är en gemenskap i Lesotho.   Den ligger i distriktet Maseru, i den västra delen av landet, 4 km öster om huvudstaden Maseru.